# تقويم الأورومو
تقويم الأورومو هو الطريقة التي يحسب بها شعب الأورومو الأيام والشهور والسنوات. بدأ هذا التقويم من 300 قبل الميلاد. وفقًا لهذا التقويم ، هناك 29.5 يومًا في الشهر ، واثني عشر شهرًا في السنة ، و 354 يومًا في السنة. العقود ليس لها أسابيع وكل أيام الشهر لها أسماء. يعتمد تقويم الأورومو على القمر والنجوم.

## تاريخ
يُعتقد أن الأورومو أنشأوا تقويمهم الخاص حوالي 300 قبل الميلاد. في موقع ناموراتونجا الأثري الفلكي في شمال كينيا ، تم العثور على عمود حجري يشير إلى اتجاه الأبراج التي استخدمها غرب بورانا. يحتوي Namoraatungaa II على 19 عمودًا من البازلت تواجه اتجاه الأبراج السبعة المستخدمة في تقويم الأورومو . النجوم هي Triangulum (في Afan Oromo: Mimi) ، Pleiades (في Afan Oromo: Buson) ، Bellatrix ( في Afan Oromo: Algajima) ، Aldebaran (Bakelche) ، Central Orion ( في Afan Oromo: Arbe Gadu ) ، Saif ( في Afan الأورومو: أورجي وولا) وسيريوس ( باس). يُعتقد أن تقويم الأورومو قد استخدم من قبل هذا الفلكي لاختراع هذا.

## بنية
نظرًا لأن تقويم أورومو يعتمد على النجوم والقمر ، فمن المهم زيارة القمر والأبراج السبعة. أسماء أشهر تقويم الأورومو هي فبراير / بيتوتيس (تريانجوليم) ، مايو / شمسة (بلياديس) ، بوفا (الديباران) ، وشبيجي (بيلاتريكس) ، أوبورا جودا (وسط أوريون سيف) ، أوبورا تيكا (سيريوس) ، بيرة (زورو). الهلال) ، شكاوة (جيبو) ، سداسي (كوارتر مون) ، أبراسا (الهلال الكبير) ، أماجي (الهلال الأوسط) وغوراندلا (الهلال الصغير).
| اسماء ايام الشهر |                   |                   |
| بقي بيتا         | 10. جيدادا        | 19. أدولا بالو    |
| بيتا ب           | 11. والا          | 20. ماجناتي جيرا  |
| 3. جواردادوما    | 12. رد            | 21. منجاتي بيريتي |
| 4. سونسا         | 13. باسا دورا     | 22. جيربا دورا    |
| 5. سرسا          | 14. باسا بالو     | 23. Gerbe La      |
| 6. Ruruma        | 15. أريري دورا    | 24. جيربي دوليتشي |
| 7. الجاجيما      | 16. أريري بالو    | 25 - صلبان دورا   |
| 8. لوماسا        | 17. المزاد العلني | 26. صلبان بلعا    |
| 9. أربعون        | 18. أدولا دورا    | 27. صلبان دولتشا  |

من المعتاد مقارنة طور القمر بالنجمة المتغيرة لتمييز شهر عن آخر. تسمى هذه الأبراج Lami (Tringulem) و Busan (Pleiades) و Baccalcha (Aldebaran) و Algajima (Bellatrix) و Central Orion و Wala Star (Syph) و Basa (Sirius).
تقويم الأورومو به 12 شهرًا. نظرًا لأن تقويم الأورومو يعتمد على القمر ، فإنه يحتوي على 29.5 يومًا في الشهر. هذا 354 يومًا في السنة.
| اسم القمر        | نجمة التقويم            | الأسماء الإنجليزية |
| 1. بيتوتيسا      | لامي                    | مثلث               |
| 2. الكمامسة      | بوسان                   | الثريا             |
| 3. بوفاء         | باكالتشا                | الديبران           |
| 4. Waccabajjii   | Algajima                | بيلتريكس           |
| 5. Oboraa Guddaa | أرب قدو                 | أوريون الوسطى      |
| 6. أوبراء الدقاق | باسا                    | سيريوس             |
| 7. البراء        | Addeessa goobana        |                    |
| 8. الشقاق        | Addeessa walakkaa caalu |                    |
| 9. صداسة         | nuusa addeessa          |                    |
| 10. إبراهيم      | باتي جداء               |                    |
| 11. أمججي        | باتي جدو جاليسا         |                    |
| 12. جورااندالا   | باتي xiqqoo             |                    |

وبحسب تقويم الأورومو ، فإن العام الجديد يبدأ في يوم "بيت قرع" من شهر فبراير. في هذا الوقت ، يظهر القمر مع كوكبة لامي. بعد هذا ، يتبع داهان بورانا بصمت أسماء أيام الشهر حتى نهاية الشهر. يبدأ الشهر التالي عندما يرتفع القمر في كوكبة بوسان. يحدث هذا بعد 29.5 يومًا من بداية شهر فبراير. ولكن نظرًا لوجود أسماء 27 شهرًا فقط ، تنتهي أسماء الأيام قبل نهاية الشهر. هذه هي عملية الإيقاع. باقي الأيام تكرر الأسماء المستخدمة في بداية الشهر في نهاية الشهر. هذا هو نفسه في جميع الأشهر وقد يستغرق الأمر يومين إلى ثلاثة أيام في بداية الشهر حتى تلتقي الكوكبة والقمر معًا. يبدأ الشهر الثالث عندما يرتفع القمر بالتزامن مع القمر. تستمر هذه العملية مع النجوم المتبقية في الأشهر الستة الأولى. لم تظهر هذه الأبراج في أوروميا خلال الأشهر الستة المتبقية. لذلك ، يتم تحديد بداية هذه الأشهر من خلال النظر إلى النجوم فقط دون استخدام الأبراج.

## ضمان
- كما تبرعت أسمير. مناهج جادا الثلاثة لدراسة المجتمع الأفريقي. شركة ماكميلان قسم الصحافة الحرة. شركة ، 1973
- دويل ، لورانس ر. تقويم بورينا أعيد تفسيره بواسطة الأنثروبولوجيا الحالية. قسم الفيزياء وعلم الفلك ، جامعة كاليفورنيا ، سانتا كروز ، مركز أبحاث ناسا أميس ، قسم علوم الفضاء ، ماجستير ، تم استرجاعه في 7 أبريل 2010.
- لورانس ر دويل. معهد السماء الأفريقية القديمة SETI ، 7 أبريل 2005 ؛ استرجاع: 28 سبتمبر
- ما الذي يجعل تقويم الأورومو مختلفًا عن غيره؟ آخر افتتاح له: 9 يناير 2018.